# Jim Hoverder
James I. Hoverder, detto Jim (Alexandria, 16 dicembre 1930 – Overland Park, 23 maggio 1994), è stato un cestista statunitense.

## Carriera
Dopo quattro stagioni a Central Missouri è stato selezionato dagli Indianapolis Olympians nel Draft NBA 1952.
Con gli Stati Uniti ha disputato i Giochi panamericani di Città del Messico 1955, vincendo la medaglia d'oro.